# Skeaf VII ex Étoile Polaire (voilier)
 (novembre 2020).
Si vous disposez d'ouvrages ou d'articles de référence ou si vous connaissez des sites web de qualité traitant du thème abordé ici, merci de compléter l'article en donnant les références utiles à sa vérifiabilité et en les liant à la section « Notes et références ».
Pour les articles homonymes, voir Étoile polaire (homonymie).
Skeaf, est un ketch aurique à coque bois sur armature en acier, construit en 1916 au chantier naval Allemand Abeking & Rasmussen.

## Description
À ce jour, le navire est utilisé par l’association Skeaf, qui est une association solidaire pour la découverte du milieu marin et l’insertion sociale et naturelle par la mer. Son immatriculation est DZ 906 797 (quartier maritime de Douarnenez).
Elle fait naviguer des personnes venant de milieux et aux profils variés sous le statut NUC (Navire à Utilisation Commerciale). L’équipage est composé d’un capitaine et d’un second, assistés par un mousse en service civique.
Skeaf est visible en hiver au Port Rhu à Douarnenez, où il a une place au ponton «Belle Plaisance». Il fait partie du projet «Escale Patrimoine», qui accueille des bateaux d’exception : navires traditionnels, yachts classiques, caboteurs à voile en escale et bateaux-musées.
Le reste de l’année, Skeaf fait naviguer des personnes en difficultés diverses lors de croisières de quelques jours au départ de Douarnenez, et participe aux principales fêtes maritimes. Ainsi on peut le voir naviguer principalement sur toute la pointe Bretonne, régulièrement en Bretagne Sud, et plus occasionnellement à l’international. Par exemple en 2021 il est question du Salon d’Arcachon, de la Semaine du Golfe, de Bordeaux Fête le Fleuve, et des Régates Classiques de Falmouth en Angleterre.

## Histoire
Ce voilier, construit par le chantier naval allemand Abeking & Rasmussen, est livré en 1916. Il est actuellement un des plus vieux navires provenant du chantier Abeking & Rasmussen à naviguer encore.   
Son premier propriétaire, Henri Horn, le baptise Skeaf VII. Confisqué en 1918 par le Danemark (dommage de guerre), il prend le nom de Eroika. En 1933, il est rebaptisé Gilnockie par son nouveau propriétaire anglais. Et la guerre éclate à nouveau. En 1943, alors que l’ex-Skeaf, d’origine germanique, navigue le long des côtes britanniques, il est contraint de s’échouer dans une vasière pour échapper à la chasse d’un sous-marin allemand. Belle ironie du sort ! D’autant que c’est probablement à cette époque que le lest en plomb est réquisitionné sur ordre de Winston Churchill pour participer à l’effort de guerre... contre l’Allemagne.  
Un lord anglais récupère le ketch et le restaure en 1946. Gilnockie navigue alors près de 20 ans, principalement en Méditerranée. Il se raconte, de propriétaire en propriétaire, que Brigitte Bardot aurait navigué à bord durant cette période...  
Le navire change de main en 1969. Un canadien, Bryan Garvey, le baptise Polaris. Dans les années 70, le bateau subit une grande restauration.  
Le voilier est ensuite confié à la fin des années 80 à une école de voile irlandaise qui embarque 21 stagiaires. Quelque peu négligente quant à l’entretien et la sécurité du ketch, les stagiaires laissent par un jour de grand vent les hublots de coque ouverts... le voilier sombre et se couche contre le quai du port, le gréement est sévèrement touché. Un pillage en règle s’ensuit et de nombreuses pièces d’accastillage disparaissent. Il garde ce nom lorsqu'il passe, en 1995, sous pavillon français en changeant de nouveau de main.
En 2001, il est vendu à la société Etoile Marine Croisière. Polaris devient Etoile Polaire. En 2003, il chute lors d'une mise au sec et subit de nouveau de sérieux dégâts. C'est le chantier du Guip à Brest qui est alors chargé de refaire tout son tiers avant. Enfin, en 2015, le bateau est racheté et mis à la disposition de l'association Skeaf qui lui rend son nom d'origine: Skeaf VII. 
Skeaf VII est utilisé pour des stages d'insertion et de formation au développement durable. Il permet des sorties en mer à la journée pour 28 passagers et des croisières en Manche, Atlantique, Méditerranée et Caraïbes pour des groupes de 14 à 16 personnes. Il possède 6 cabines (doubles et triples).
Il est régulièrement présent lors de grands rassemblements de voiliers et de régates classiques : Brest 1996, célébration du centenaire du trois-mâts Duchesse Anne à Dunkerque en 2001, Transat Classique 2008, Semaine du Golfe 2013, 2015 et 2017, Fêtes "Entre Terre et Mer" à Morlaix en 2015. Il était bien sûr présent à Brest 2016 et y a fêté ses 100 ans.
Il a participé à temps fête Douarnenez 2018.

## Galerie

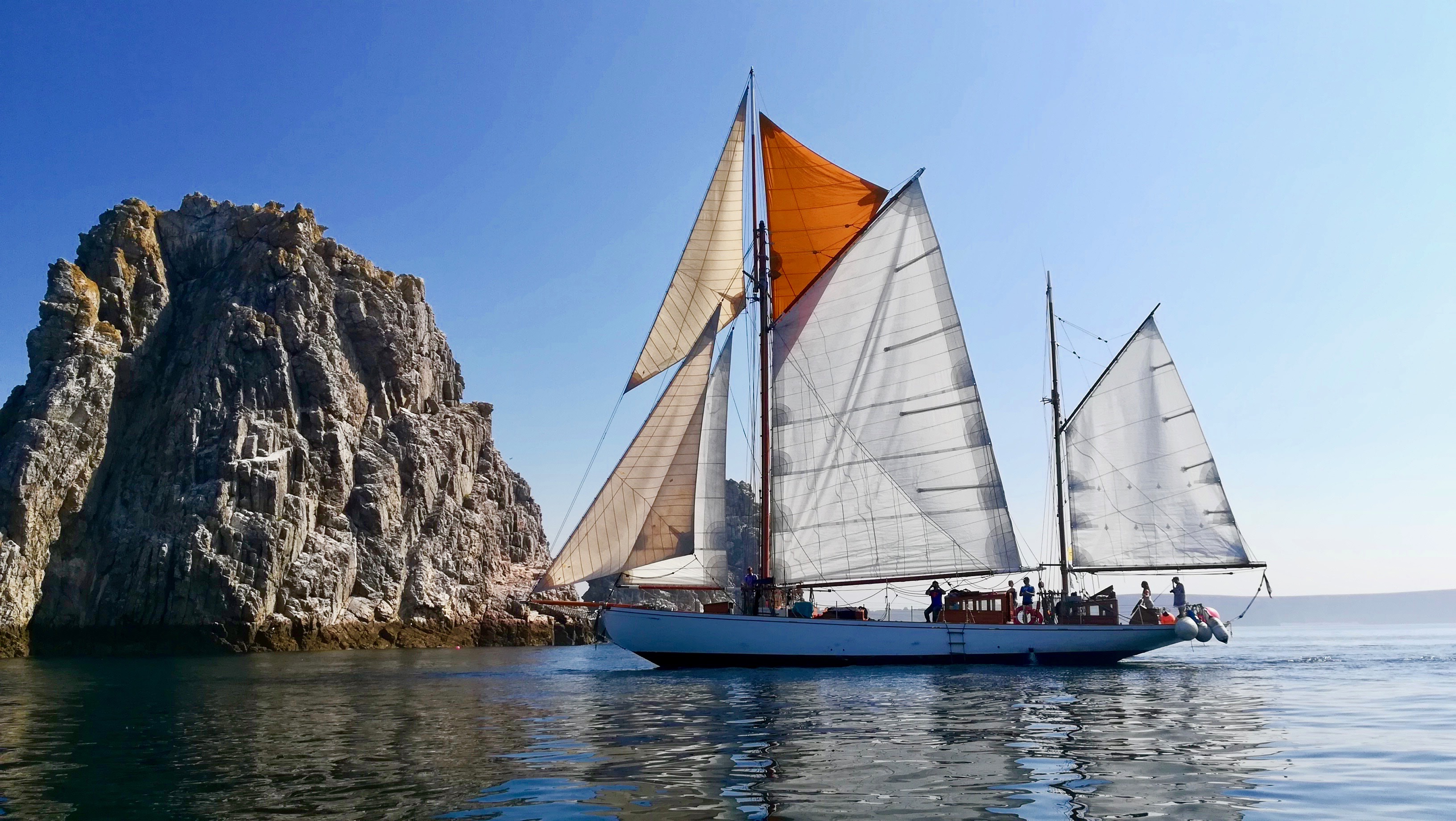
Sans description
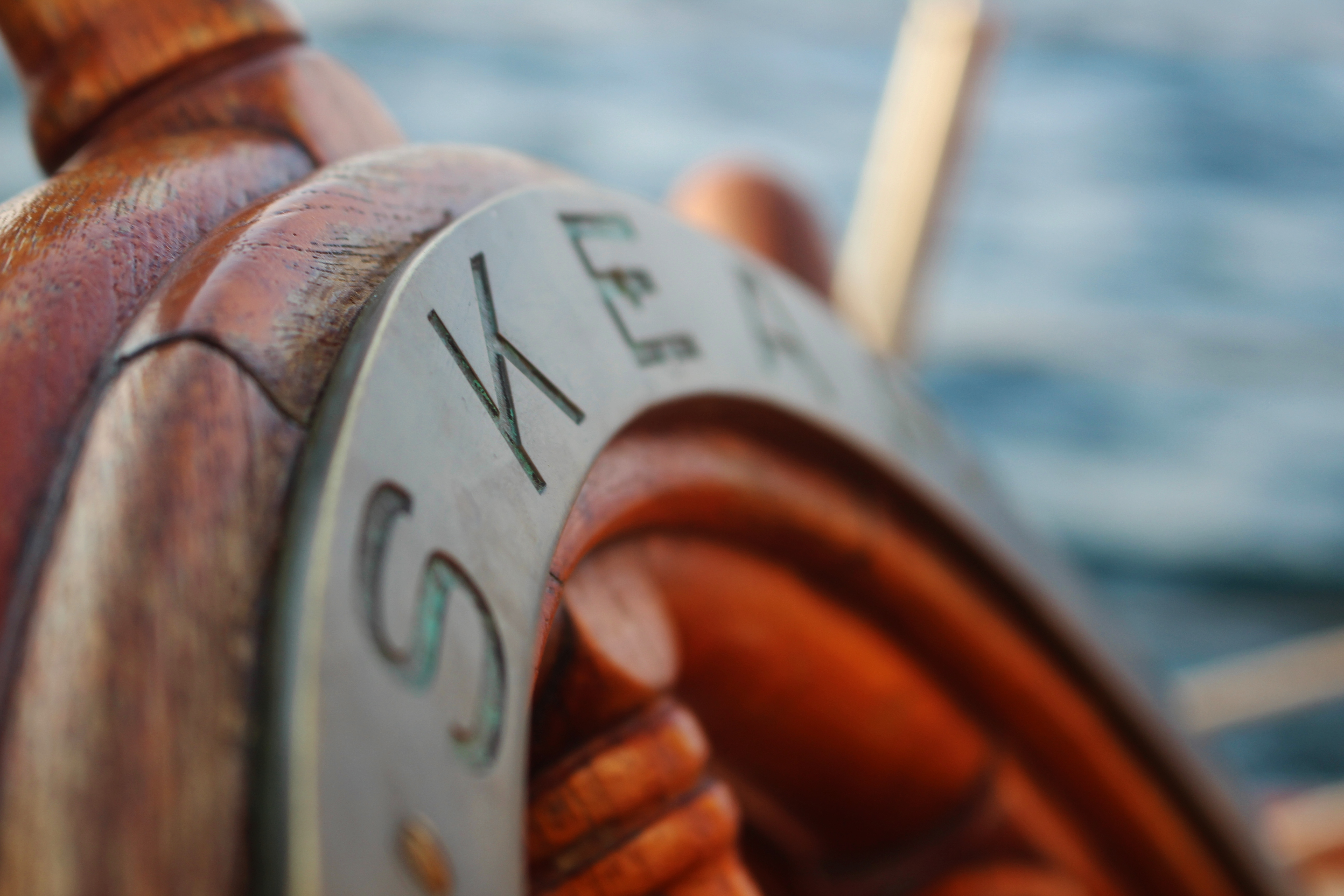
Sans description
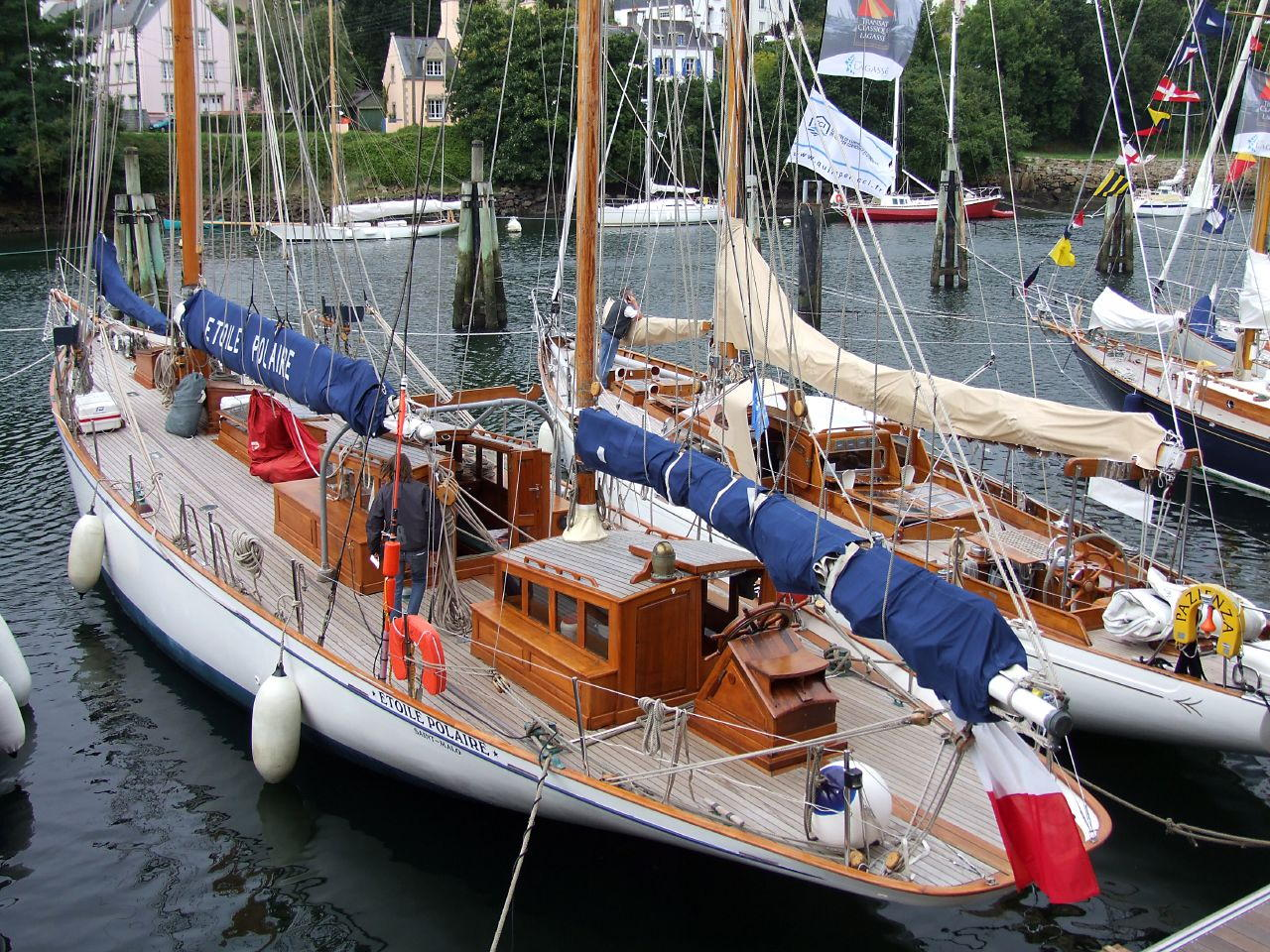
L'Étoile Polaire